# DETTORI
『DETTORI』（デットーリ）は、イギリスにて2022年に公開された記録映画である。

## 概要
上映当時イギリスを拠点として活躍していた世界的な競馬の騎手・ランフランコ・デットーリが、自らの半生を赤裸々に語る自伝映画である。
2021年、映画監督・ニック・ライルが同騎手に密着した記録映画の製作をすることを同騎手のマネジャーが公表。撮影はそれが公表される前の2020年の凱旋門賞の時にデットーリへ密着取材したところから始まり、その後もデットーリに対してのインタビューを中心に収録・撮影が行われた。